# Еріка Муссо
Еріка Муссо (італ. Erica Musso, 29 липня 1994) — італійська плавчиня. Учасниця Чемпіонату світу з плавання на короткій воді 2018, де в попередніх запливах на дистанції 200 метрів вільним стилем посіла 18-те місце і не потрапила до фіналу.